# Cendant
Cendant Corporation era un proveedor estadounidense de servicios comerciales y de consumo, principalmente dentro de las industrias de bienes raíces y viajes. En 2005 y 2006, se separó y escindió o vendió sus negocios constituyentes. Aunque tenía su sede en la ciudad de Nueva York,  la mayoría de los empleados de su sede estaban en Parsippany-Troy Hills, Nueva Jersey. Su último CEO fue Henry Silverman.

## Historia

### Fundación
Hospitality Franchise Systems Inc. (HFS) se creó como una filial de Blackstone Group, una firma de capital privado, como vehículo para adquirir franquicias hoteleras. Fue dirigido por Henry Silverman, un socio de Blackstone y ex director ejecutivo de Days Inn. Comenzó en 1990 con la compra de Howard Johnson's, y los derechos estadounidenses de la marca Ramada Worldwide de Prime Motors Inns por 170 millones de dólares. En 1992, HFS compró la franquicia Days Inn de la bancarrota por $ 290 millones. Esta compra convirtió a HFS en el mayor franquiciador de hoteles del mundo, con sus marcas autorizadas a 2300 hoteles.
Blackstone hizo pública Hospitality Franchise Systems en una Oferta Publica Inicial de diciembre de 1992. HFS fue una de las empresas de más rápido crecimiento en la década de 1990 y las acciones de la empresa aumentaron de su precio de oferta pública inicial de $ 4 por acción a $ 77 por acción en 1998.
En 1993, HFS compró la marca Super 8 Motels, franquicia de 1000 moteles, por 125 millones de dólares, y compró la marca Park Inn by Radisson de 61 hoteles. La compañía hizo una breve incursión en la industria de los casinos, pero luego escindió ese negocio en noviembre de 1994 como National Gaming. En 1995, HFS lanzó una nueva marca hotelera, Wingate Inn.
Después de que la dirección de la empresa descubriera que había agotado en su mayoría el campo de los objetivos de adquisición deseables en la industria hotelera, Hospitality Franchise Systems se expandió al negocio inmobiliario. Silverman esperaba que las habilidades de HFS en la gestión de franquicias traerían éxito en campos fuera de la hospitalidad. En agosto de 1995, adquirió Century 21, una cadena franquiciada de corretaje, de MetLife por 200 millones de dólares. La empresa cambió su nombre a HFS Inc. el mismo mes, para reflejar su alcance ampliado. Esto fue seguido al año siguiente con la adquisición de Electronic Realty Associates por $37 millones, y Coldwell Banker por $740 millones, lo que convierte a HFS en el mayor franquiciador de corretaje de bienes raíces en los EE. UU.